# カムジン
カムジン (Kamsin) はドイツで生産された競走馬である。

## 経歴

### 2007年（2歳）
11月に競走馬デビュー戦迎えたが2着だった。この年は1戦したのみで休養に入った。

### 2008年（3歳）
休養明け初戦の3月に一般競走をアンドレアシュ・シュタルケが騎乗して制してデビュー2戦目で初勝利を挙げた。以降シュタルケが主戦騎手としてしばらく騎乗することになる。続く重賞競走初挑戦となった5月の春季3歳賞 (G3) も制し重賞競走初勝利を挙げた。6月のバヴァリアンクラシック (G3) こそ4着だったが、7月にG1競走初挑戦となるドイチェスダービーを制してG1競走初勝利を挙げた。8月にはラインラントポカルで1番人気だったペイパルブルらを相手に2番人気で制し、9月のバーデン大賞ではヨアン・ヴィクトワールに乗り替わりとなり、2007年のドイチェスダービー馬で当年のドイツ賞を制した1番人気のアードラーフルークを相手にレースでは、2着となった同馬に2馬身半差をつけて2番人気で制し3連勝でG1競走3勝目を挙げた。そして約1ヶ月の10月にはフランスへ遠征し第87回凱旋門賞に引き続きヴィクトワールが騎乗して出走したが、7番人気で11着という結果に終わった。その後帰国して休養に入った。

### 2009年（4歳）
休養を終えて4月26日のゲルリンク賞 (G2) で復帰、1番人気にこたえ勝利した。続く5月24日のバーデン企業大賞 (G2) では5着に終わる。続く6月28日のハンザ賞 (G2) と7月19日のドイツ賞では共に4着だった。その後、連覇をかけてバーデン大賞に出走したが、6頭立ての5着に終わった。このレースを最後に現役を引退、種牡馬入りした。

## 血統表
| カムジンの血統ブランドフォード系 / Surumu 4×3= 18.75%、Sadler's Wells 4×4=12.50%、Birkhahn 5×5 =6.25%、Reliance 5×5 =6.25%（母内） | カムジンの血統ブランドフォード系 / Surumu 4×3= 18.75%、Sadler's Wells 4×4=12.50%、Birkhahn 5×5 =6.25%、Reliance 5×5 =6.25%（母内） | カムジンの血統ブランドフォード系 / Surumu 4×3= 18.75%、Sadler's Wells 4×4=12.50%、Birkhahn 5×5 =6.25%、Reliance 5×5 =6.25%（母内） | （血統表の出典）    | （血統表の出典） |
| 父 Samum 1997 栗毛 | 父の父Monsun 1990 黒鹿毛 | Konigsstuhl | Dschingis Khan      | Dschingis Khan   |
| 父 Samum 1997 栗毛 | 父の父Monsun 1990 黒鹿毛 | Konigsstuhl | Konigskronung       |                  |
| 父 Samum 1997 栗毛 | 父の父Monsun 1990 黒鹿毛 | Mosella | Surumu              | Surumu           |
| 父 Samum 1997 栗毛 | 父の父Monsun 1990 黒鹿毛 | Mosella | Monasia             |                  |
| 父 Samum 1997 栗毛 | 父の母Sacarina 1992 栗毛 | *オールドヴィック Old Vic | Sadler's Wells      | Sadler's Wells   |
| 父 Samum 1997 栗毛 | 父の母Sacarina 1992 栗毛 | *オールドヴィック Old Vic | Cockade             |                  |
| 父 Samum 1997 栗毛 | 父の母Sacarina 1992 栗毛 | Brave Lass | Ridan               | Ridan            |
| 父 Samum 1997 栗毛 | 父の母Sacarina 1992 栗毛 | Brave Lass | Bravour             |                  |
| 母 Kapitol 1997 黒鹿毛 | 母の父Winged Love 1992 鹿毛 | In the Wings | Sadler's Wells      | Sadler's Wells   |
| 母 Kapitol 1997 黒鹿毛 | 母の父Winged Love 1992 鹿毛 | In the Wings | High Hawk           |                  |
| 母 Kapitol 1997 黒鹿毛 | 母の父Winged Love 1992 鹿毛 | J'ai Deux Amours | Top Ville           | Top Ville        |
| 母 Kapitol 1997 黒鹿毛 | 母の父Winged Love 1992 鹿毛 | J'ai Deux Amours | Pollenka            |                  |
| 母 Kapitol 1997 黒鹿毛 | 母の母Karlshorst 1988 | Surumu | Literat             | Literat          |
| 母 Kapitol 1997 黒鹿毛 | 母の母Karlshorst 1988 | Surumu | Surama              |                  |
| 母 Kapitol 1997 黒鹿毛 | 母の母Karlshorst 1988 | Kaisertreue | Luciano             | Luciano          |
| 母 Kapitol 1997 黒鹿毛 | 母の母Karlshorst 1988 | Kaisertreue | Kaiserzeit F-No.5-h |                  |